# Francisco Ángel Gutiérrez Carreola
Francisco Ángel Gutiérrez Carreola (Oaxaca de Juárez, 1 de octubre de 1906 - México, D. F., 12 de octubre de 1945) fue un pintor y grabador mexicano.
La obra de Francisco Gutiérrez presenta una fuerte influencia y técnica del cubismo y una inclinación hacia el pos-cubismo, así como el reflejo de situaciones personales que pasaba, sobre todo en la última etapa de su vida.
La fama y difusión de su obra es muy poco conocida, ya que durante vida lo presentan como una persona solitaria y retraída, además de haber muerto en una edad muy joven.

## Juventud
De su niñez se sabe realmente poco, no hay registros acerca de su desarrollo cuando joven, hasta 1925, cuando a la edad de 19 años se muda a la Ciudad de México y por las necesidades económicas empieza a trabajar en la casa Clemente Jacqeues. En su trabajo en esta empresa, empieza por trabajador de almacén, para pronto llegar a estar en el departamento de litografía, donde llega a instruirse y dominar esta técnica. 
Su pasión y gusto por la pintura y las artes visuales, lo llevan a estudiar a la Academia de bellas artes y al mismo tiempo toma algunas lecciones de dibujo y pintura en la Escuela de Artes Plásticas, donde llega a conseguir un empleo en la biblioteca en ese mismo año. De su trabajo en la biblioteca logra ganar lo suficiente para vivir y a la vez se instruye en artes. Además su trabajo en la biblioteca le permite acercarse a libros de los grandes artistas de la pintura. Pronto avanza en su técnica y conocimientos, llegando a aprender  grabado en metal con Carlos Alvarado Lang y litografía con Francisco Díaz. Sorprendentemente y en uso de su talento natural, aprende técnicas de pintura por sí solo.
En 1929, ingresa a cursos nocturnos de la Academia de San Carlo, donde estudia grabado con los maestros Francisco Díaz de León, Germán Gedovius y Francisco Goitia.
Su notorio desarrollo en las artes gráficas, le permiten empezar a darse a conocer en el contexto de la escuela de Artes. Para 1932, junto con su amigo Isidoro Ocampo ganan un concurso convocado por la fábrica de cemento Tolteca, donde es integrante del jurado Diego Rivera. Su amistad con Isidoto Ocampo, lo lleva a desenvolverse más en la pintura y para octubre del mismo año presentan juntos su primera exposición de pintura en el edificio Satacilia de la Avenida Madero. En su exposición, José Juan Tablada se interesa por sus pinturas y lleva a Nueva York algunas de sus obras para vender y darlo a conocer.

## Carrera
Su carrera como pintor y su notorio desempeño y actividad en la pintura lo llevan a conocer a José Chávez Morado, quien llega a ocupar en 1935 la titularidad de la Sección de Artes Plásticas de la Secretaría de Educación Pública (SEP). José Chávez Morado nombra a Francisco Gutiérrez profesor de Artes plásticas.
Su trabajo como profesor de Artes plásticas lo lleva a ser profesor de enseñanzas artísticas de parte de la SEP en 1936, tras lo cual empieza a hacer viajes a diferentes lugares, entre ellos a Taxco a la Escuela de Pintura al Aire Libre, entre otras cosas, para inventariar los cuadros y material que dejó el pintor Tamiji Kitagawa. Después, comisionado de similar manera, viaja a Jalapa, Veracruz, por primera vez para organizar la Escuela Popular de Arte, que enfocaba su enseñanza a trabajadores y al sector popular. Tendencia que marca la época en México, con la llegada del presidente Lázaro Cárdenas en 1936, quien dirigió su política al sector popular.
Vuelve a Jalapa con José Chávez Morado, donde permanece desde 1937 hasta 1940. Durante su estancia se dedica a perfeccionar su técnica y a trabajar en diversos sectores de la promoción cultural. Entre otras cosas pinta los frescos de la Escuela Normal de Jalapa. También trabaja como profesor ayudante en la Escuela Popular de Arte dirigida en ese momento por Feliciano Peña. En 1938, presenta una exposición individual en la Galería de Arte de la Universidad Nacional. Agustín Lazo escribe sobre su pintura, lo cual le proporciona un grado de reconocimiento a nivel nacional. 
Para finales de 1938 viaja a la ciudad de Tehuantepec, Oaxaca. Donde realiza trabajos de documentación sobre el traje de tehuana, traje típico de la región del Istmo de Tehuantepec y representación clave de la cultura Oaxaqueña. Dicho trabajo lo lleva consigo a la Ciudad de México, con treinta láminas de trajes, costumbres y escenas de la vida cotidiana del Istmo de Tehuantepec. Sin embargo, empieza a tener un problema de sordera y pronto se complica, haciendo difícil su convivencia y que su aislamiento se intensifique, algo que se refleja en sus pinturas de este periodo. Utiliza la música como un refugio emocional.
En el mismo año que regresa a la Ciudad de México, es nombrado profesor de Artes Plásticas de la Secretaría de Educación Públuca. Para mayo del mismo año se presenta en el Centro de Productor de Artes Plásticas del Departamento de Bellas Artes una exposición colectiva donde figuran obras suyas, junto con obras de Carlos Alvarado Lang, Carlos Bracho, José Chávez Morado y Agustín Lazo, entre otros.
A partir de este punto en su vida, por su cargo en la Secretaría de Educación pública es comisionado a diferentes partes de la república para elaborar trabajos concretos, en 1940 es comisionado a Nuevo Laredo, Tamaulipas, junto con Raúl Anguiano para pintar algunos murales en la Escuela Federal Secundaria. Para este año, dos obras suyas son seleccionadas por La Galería de Arte Mexicano para ser exhibidas en San Francisco, California. A su regreso es comisionado como profesor de Pintura en la Escuela Federal Tipo en Taxco, Ciudad de México, en donde por diversas circunstancias pide su cambio de comisión, así en 1941 es comisionado como profesor de Artes Plásticas a la escuela de Artes Plásticas La Esmeralda.

## Muerte
Para finales de su vida, se complican sus problemas de otitis, llegando a ser meningitis, lo cual se ve reflejado en la violencia de sus pinturas para 1942. Así su carrera y desarrollo como artista se va aplacando por las complicaciones de salud. Continúa participando en exposiciones y comisiones, son embargo, para 1944 renuncia a sus trabajos por cuestiones de salud.
En 1945, es trasladado finalmente al Sanatorio Notre Dame, en la Ciudad de México para extirparle un probable tumor. A consecuencia de esta intervención tiene una serie de complicaciones que le causan una hemiplejía derecha total. Finalmente es internado en el Hospital Civil de la Ciudad de México, donde permanece hasta el día de su muerte, el 12 de octubre de 1945.

## El pintor solitario
A pesar de que su trabajo revela una verdadera cualidad y talento nato, Francisco Gutiérrez no ha sido llegado a conocer popularmente en el ámbito artístico, lo cual resulta lamentable. Se sabe muy poco sobre su biografía y vida personal; por ejemplo, se sabe que contrajo nupcias dos veces, una en 1928 con Isabel Castañeda, con quien procrea a su único hijo, quien nace al año siguiente. En las biografías y trabajos que presentan su obra, no mencionan el nombre de este hijo. Su segundo matrimonio lo contrae en 1940 con Natalia Valvez Miranda, de lo cual se sabe muy poco.
Generalmente muestran a Francisco Gutiérrez como una persona muy solitaria y aislada del ámbito social y de convivencia, lo cual complica la investigación y conocimiento de su persona.
- Datos: Q1441982
- Multimedia: Francisco Gutiérrez Carreola / Q1441982